# Гнедіна Тетяна Євгенівна
Тетя́на Євге́нівна Гне́діна, справжнє прізвище Гельфанд (рос. Татьяна Евгеньевна Гнедина; нар. 5 липня 1924) — російська радянська письменниця та перекладачка, фізик, автор творів науково-фантастичного й науково-популярного жанру, а також робіт з історії науки.

## Біографія
Дочка радянського дипломата, журналіста та політолога, а невдовзі дисидента Євгенія Олександровича Гнедіна та перекладачки Надії Марківни Бродської, онучка відомого діяча російської та німецької соціал-демократії О. Л.  Парвуса.
За освітою інженер, була науковцем та викладачем.
Перша публікація Гнєдіної  — науково-фантастична повість «Останній день туготронів» (1964) із підлітково-пригодницьким сюжетом (школяр Сергій потрапляє до держави розумних роботів і допомагає звільнитися від їхнього придушення маленьким чоловічкам — мінітакам) та популярною на той час антитоталітарною ідеєю. Повість «Острови на кристалах уяви» (1964), також увійшла до першої книги Гнедіної — наукова популяризація в трохи белетризованій формі. У повісті «Втікач з чужим часом» (1968) герої потрапляють із Німеччини, напередодні приходу до влади нацистів, до містечка Гаммельн, що знаходиться в паралельному світі з іншими законами фізики: зокрема, швидкість світла там досить низька, що дозволяє у повсякденному житті спостерігати парадокси спеціальної теорії відносності. Популяризація теорії Ейнштейна сусідить у повісті із зображенням німецького способу життя 1930-х років, у якому проглядають памфлетні мотиви.

## Книжки
- Гнедина Т. Е. Последний день туготронов. — М.: МГ, 1964.
- Гнедина Т. Е. Беглец с чужим временем. — М.: МГ, 1968.
- Гнедина Т. Е. Открытие Джи-Джи: Джозеф Джон Томсон. — М.: Молодая гвардия, 1979. — 160 с. — (Пионер — значит первый.)
- Гнедина Т. Е. Физика и творчество в твоей профессии. — М.: Просвещение, 1988.
- Гнедина Т. Е. Поль Ланжевен, 1872—1946. — М. : Наука, 1991. — 286 с. — (Научно-биографическая серия.)